# ديف مارتن (دراج)
ديف مارتن (بالإنجليزية: Dave Martin)‏  (و. 1978  م) هو راكب دراجة هوائية زيمبابوي، ولد في زيمبابوي.

## روابط خارجية
- ديف مارتن على موقع أرشيف الدراجات (الإنجليزية)
- ديف مارتن على موقع إحصائيات الدراجات الإحترافية (الإنجليزية)
- ديف مارتن على موقع نسبة الدراجات (الإنجليزية)
- ديف مارتن على موقع CycleBase (الإنجليزية)